# Vinorelbine
Vinorelbin (NVB),tên thương mại Navelbine, là một hóa chất được sử dụng để điều trị một số loại ung thư. Các loại ung thư này bao gồm ung thư vú và ung thư phổi không tế bào nhỏ. Đường dùng qua tiêm tĩnh mạch hoặc uống.
Tác dụng không mong muốn thường gặp bao gồm ức chế tủy xương, đau tại chỗ tiêm, nôn, mệt mỏi, tê bì, và tiêu chảy. Tác dụng không mong muốn nghiêm trọng  khác có thể gây khó thở. Sử dụng khi mang thai có thể gây hại cho bào thai. Vinorelbin thuộc dòng vinca alkaloid. Nó tác dụng bằng cách phá vỡ những hoạt động bình thường của vi ống và nhờ đó ngăn cản phân bào.
Vinorelbin đã được chấp thuận sử dụng trong y tế ở Hoa Kỳ vào năm 1994. Nó là nằm trong danh mục thuộc thiết yếu của tổ chức Y tế thế giới, và thuốc  hiệu quả và an toàn cần thiết trong hệ thống y tế.

## Chỉ định
Vinorelbin được chấp thuận cho điều trị ung thư phổi  không tế bào  nhỏ. Nó được sử dụng ưu tiên cho một só bệnh ung thư khác như ung thư vú di căn. Nó cũng hiệu quả trong rhabdomyosarcoma.

## Tác dụng không mong muốn
Vinorelbin có một số tác dụng không mong muốn:
Bệnh lý thần kinh ngoại biên do hóa trị (tê ngứa, đau dữ dội, và mẫn cảm lạnh, bắt đầu từ bàn tay và bàn chân và đôi khi lên đến cánh tay và chân ngày càng tiến triển ), giảm sức đề kháng, bầm tím và chảy máu, thiếu máu, táo bón, nôn, tiêu chảy, buồn nôn, mệt mỏi và suy nhược, viêm tĩnh mạch bị tiêm thuốc (viêm tĩnh mạch). Hiếm gặp hạ đường huyết nghiêm trọng.
Tác dụng không mong muốn ít gặp hơn là rụng tóc và phản ứng dị ứng

## Dược lý
Cơ chế diệt khối u là nhờ ức chế nguyên phân qua tương tác với tubulin.

## Lịch sử
Vinorelbin được phát minh bởi dược sĩ Pierre Potier và cộng sự từ CNRS ở Pháp trong những năm 1980. Thuốc đã được chấp thuận ở Pháp trong năm 1989 dưới tên thương mại Navelbine giúp điều trị ung thư phổi không tế bào nhỏ. Nó đã tiếp tục được chấp thuận để điều trị ung thư vú di căn trong năm 1991. Vinorelbin nhận được chấp thuận của FDA vào tháng 12 năm 1994 được tài trợ bởi công ty Burroughs Wellcome. Tập đoàn Pierre Fabre  là nơi cung cấp Navelbine ở Mỹ hiện tại.
Ở hầu hết các nước châu Âu, vinorelbin được chấp thuận để điều trị  ung thư phổi không tế bào nhỏ và ung thư vú. Tại Hoa Kỳ, nó chỉ được chấp thuận cho ung thư phổi không tế bào nhỏ.